# Kronregalier
Kronregalier er værdighedstegn, insignier, som kongelige personer bruger til at demonstrere magt, enten i politisk eller militær form. Deres formål er at fastslå en persons ret til at herske over en bestemt gruppe personer eller et geografisk territorium. De vigtigste kronregalier er kroner, sceptre og rigsæbler. Kronregalier kan også omfatte flere slags juveler (hvorfor også begrebet kronjuveler bruges) og andre genstande.
I en bredere fortolkning af begrebet kronjuveler menes ikke kun magtgenstande, men også en række andre kostbarheder, som hver især tilhører enten staten eller regenten i det pågældende land.
Kronjuveler er, diamanter og andre kostelige slebne ædle stene, tilhørende en stat og tjenende til smykker for denne stats hersker eller for medlemmer af hans slægt ved særlig festlige lejligheder; de prydelser, hvortil kronjuveler hører, og på hvilke kronjuveler spiller en fremtrædende rolle, som krone, scepter og lignende, betegnes ofte også som kronjuveler. Konger og fyrster stræbte tidlig såvel i som uden for Europa, således bl.a. i Indien, at erhverve sig kostbare stene, som de efterlod til deres efterfølgere. Af og til har fyrster været nødt til at pantsætte deres kronjuveler for at rejse lån, således Henrik 3. af England og flere af hans efterfølgere. De danske kronjuveler er på Rosenborg; de norske forsvandt 1537, da Trondheims ærkebisp tog dem med på flugten fra Norge; de svenske er i Stockholm; de russiske, iblandt hvilke der er store kostbarheder, bl.a. Orloff, den største diamant, og "Le Sancy", engang Karl den Dristiges, fandtes indtil kejserdømmets fald i Moskva; de østrigske, iblandt hvilke man ser "Florentiner" eller "Toskaneren", som Karl den Dristige bar, da han faldt ved Nancy, opbevaredes i Schatzkammer i Wien; de engelske, hvortil i de sidste år "Koh-i-Noor" er kommet fra Indien, er i Tower of London, men ingen af dem er gamle, da Oliver Cromwell tilintetgjorde de fleste af Englands kronjuveler 1649; de skotske reddedes derimod fra at falde i Cromwells hænder og er endnu i Edinburgh Castle. Af de franske bevares nogle i Louvre, således Le Regent, men en del solgtes ved auktion 1887 og er nu i privatbesiddelse, de fleste i Nordamerika og England.

## Danmark
De danske kronjuveler og andre kongelige regalier opbevares på Rosenborg Slot i København .

## Italien
Dette afsnit eller denne liste er kun påbegyndt. Hvis du ved mere om emnet, kan du hjælpe Wikipedia ved at tilføje mere.

### Sicilien
Roger 2. af Siciliens kroningskappe er fremstillet af rød silke med gylde dekorationer, der viser to løver angribe to kameler. I midtyen af kappe er et livstræ. Nederst på kanten er en inskription med årstallet 528, dette muslimske årstal svarer til 1133/34, hvilket er efter Roger 2.s kroning 1130. Kappen blev senere anvendt af de habsburgske kejsere ved kroningsceremonier.

## Norge
Dette afsnit eller denne liste er kun påbegyndt. Hvis du ved mere om emnet, kan du hjælpe Wikipedia ved at tilføje mere.

I Norge er der ni rigsregalier. De opbevares nu i Erkebispegården (Ærkebispegården) i Trondheim.

## Storbritannien
Storbritanniens kronregalier består af 142 forskellige objekter og artefakter (heriblandt kroner, scepter, rigsæbler mm.), som til dels stammer af Englands kronregalier, før Union of the Crowns (Unionen af kronen) med Skotland, som banede vej for Det Forenede Kongerige.

### England
Dette afsnit eller denne liste er kun påbegyndt. Hvis du ved mere om emnet, kan du hjælpe Wikipedia ved at tilføje mere.

De engelske kronjuveler opbevares i Tower of London, London. Til kronerne hører St Edward's crown, som stammer fra 1600-tallet, og The Imperial State Crown, som blev fremstillet i 1937 og som blev brugt da Elizabeth II blev kronet.

### Skotland
Dette afsnit eller denne liste er kun påbegyndt. Hvis du ved mere om emnet, kan du hjælpe Wikipedia ved at tilføje mere.

De skotske kronjuveler (engelsk: Honours of Scotland), en krone, en scepter og en sværd, opbevares i Edinburgh Castle, Edinburgh.

## Ungarn
St. Stefanskronen, er Ungarns kongekrone og regnes i dag som et af Ungarns statssymboler, til trods for at landet er en republik. Kronen er også kendt som den eneste kendte krone i dag, som anses for hellig.
Karl 4. var den sidste som blev kronet med denne krone, hvilket fandt sted den 30. december 1916. Kroren blev skjult da Den Røde Hær indtog Ungarn i 1945. Den blev smuglet til USA og fra 1951 blev kronen opbevaret i Fort Knox, men ført tilbage til Ungarn igen i 1978. Efter Murens fald i 1989 genindførtes det kongelige rigsvåben med Stefanskronen oven på skjoldet. Siden 2001 har det været muligt at se kronen i det ungarske parlament.